# Municipio de Santo Domingo de Morelos
El municipio de Santo Domingo de Morelos es uno de los 570 municipios del estado mexicano de Oaxaca. Su cabecera es la localidad de Santo Domingo de Morelos.

## Geografía
El municipio de Santo Domingo de Morelos colinda al norte con el municipio de San Agustín Loxicha, al este con el municipio de Candelaria Loxicha, y al sur y oeste con el municipio de Santa María Tonameca.

## Localidades
El municipio de Santo Domingo de Morelos cuenta con 18 localidades.
| Localidad                | Población (2020) |
| ------------------------ | ---------------- |
| Santo Domingo de Morelos | 1960             |
| Cañada Brava             | 1344             |
| San José Piedras Negras  | 1248             |

## Gobierno
El municipio de Santo Domingo de Morelos se rige mediante el sistema de usos y costumbres.
| Presidente municipal       | Periodo   |
| -------------------------- | --------- |
| Joél García Santiago       | 1996-1998 |
| Diego Sebastián López      | 1999-2001 |
| Sergio Martínez Reyes      | 2002-2004 |
| Roberto José Cortés        | 2005-2007 |
| Nicolás García Ambrosio    | 2008-2010 |
| Fidencio Monjaraz García   | 2011-2013 |
| Bernardino Luis            | 2013-2016 |
| Emeterio Gaspar Cortés     | 2017-2019 |
| Rubén Enrique Juárez Pérez | 2020-2022 |
| Valentín López García      | 2023-2025 |